# Stiftung St. Petri Waisenhaus von 1692 in Bremen
Die Stiftung St. Petri Waisenhaus von 1692 in Bremen hat ihren Ursprung im Waisenhaus der Gemeinde des St. Petri-Doms in Bremen. Heute ist sie eine Jugendhilfe-Einrichtung.

## Geschichte

### Waisenhaus von 1692 am Dom
Gegen Ende des 17. Jahrhunderts wollte die lutherische St.-Petri-Domgemeinde den beiden seit 1596/99 und 1684 bestehenden reformierten Waisenhäusern, dem „Roten“ und dem „Blauen Waisenhaus“, eine eigene Einrichtung gegenüberstellen. Auf ehemals erzbischöflichem Territorium wurde ihnen vom schwedischen König Karl XI. ein Gebäude zur Verfügung gestellt, hergerichtet und am 10. November 1692 als Waisenhaus eingeweiht (später Domshof 12). Zunächst wurden acht Jungen und fünf Mädchen aufgenommen. Sie wurden von einem Waisenvater, einer Waisenmutter und einem Waisenwärter betreut. Die schwedischen Sachwalter regierten bis in Details hinein, etwa, indem sie die Farbe der Kinderkleidung auf blau-gelb festlegten. 1700 lebten bereits 68 Kinder im Waisenhaus, 1720 waren es 118. Zeitweise wohnten in dem beengten und feuchten Gebäude 200 Kinder.

### Neubau von 1785 am Dom

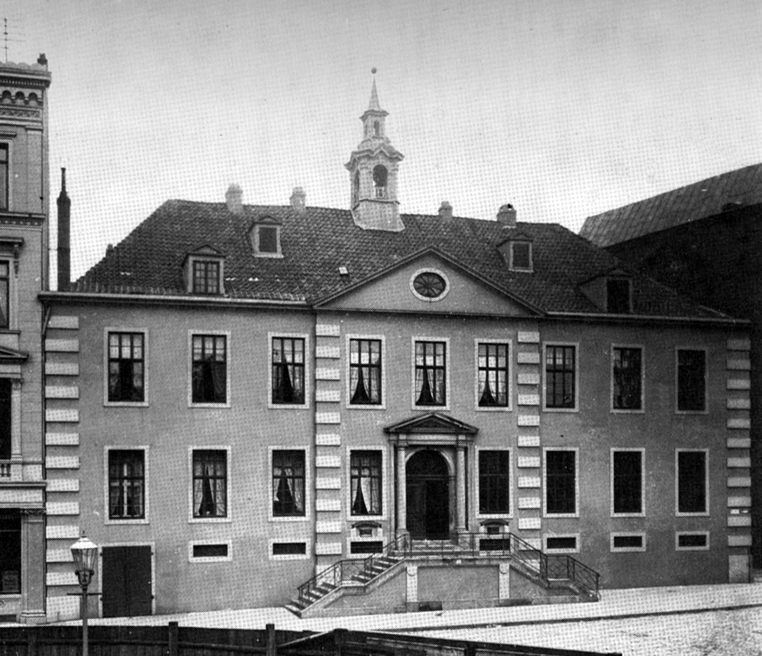
Das St.-Petri-Waisenhaus am Domshof um 1890, 1902 abgerissen

Von 1783 bis 1785 bekam die Stiftung mit einem klassizistischen Neubau auf inzwischen hannoverschem Gelände ein geeigneteres Haus an der Ecke zur Sandstraße (Domshof 8). Dort lebten und arbeiteten bald bis zu 220 Kinder (ab 1877 ausschließlich Knaben). 1782 wurde eine Schul- und Unterrichtsordnung beschlossen. Wichtigster Lesestoff war die Bibel, hinzu kam Unterricht in Rechnen, Naturlehre und Geographie. Auch Zeitungen wurden auszugsweise vorgelesen, wie etwa eine Hamburger Zeitung, die ein Herr Staegemann zweimal wöchentlich dem Waisenhaus zur Verfügung stellte. Im Laufe des 19. Jahrhunderts kamen Turnen, Zeichnen und das Abfassen von Briefen hinzu. Diese Ausbildung erleichterte die Vermittlung in Lehrstellen. Um den Unterhalt des Hauses zu gewährleisten, wurden die Waisen zur Arbeit verpflichtet. So nahm das Waisenhaus als Auftragsarbeit die Fertigstellung von Strümpfen an, wobei die Arbeitszeiten je nach Typ und Qualität genau festgelegt wurden. Wie in vielen Waisenhäusern drohten bei qualitativ minderwertiger oder zu langsamer Arbeit Prügel, Essens- und Schlafentzug. Auch wurde der Besuch von Angehörigen erschwert.
In der Bremer Franzosenzeit und den Folgejahren (1811–1817) war die Konfessionalisierung der Waisenhäuser aufgehoben, am Domshof wurden vorübergehend auch reformierte Waisen aufgenommen. Am 1. April 1877 kam man darauf zurück und trennte die Einrichtungen nach Geschlechtern: Am Domshof blieben die Jungen, die Mädchen zogen ins bis dahin reformierte Waisenhaus Am Brill.

### Waisen- und Polizeihaus Stader Straße

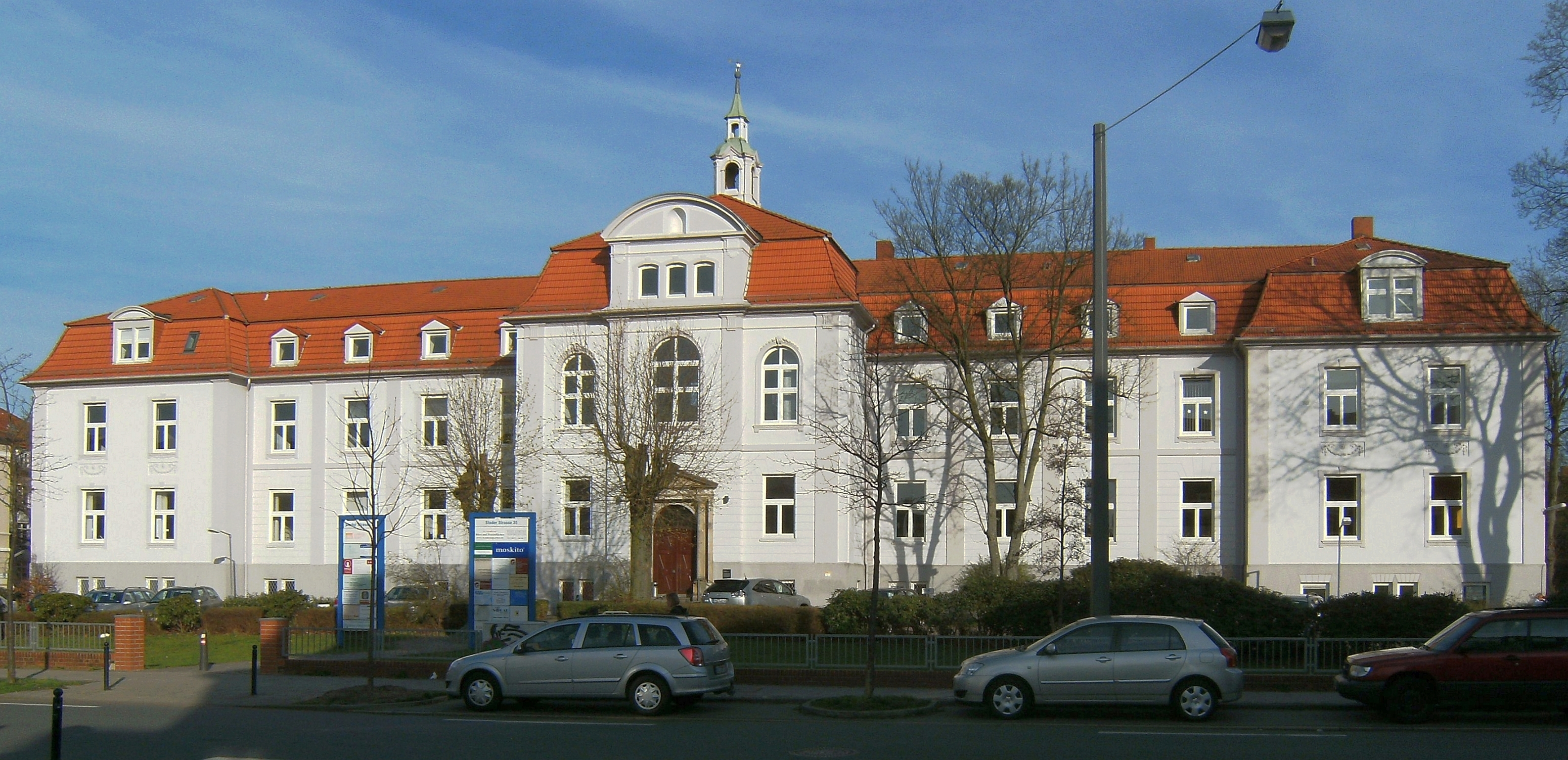
Gebäude an der Stader Straße

Wiederum etwa ein Jahrhundert nach Errichtung des Baus am Domshof genügten Lage und Einrichtung erneut nicht den gebesserten Ansprüchen. Ein großer Flügelbau an der Hamburger Straße (heute: Gebäude Stader Straße 35) wurde 1901, damals noch auf der grünen Wiese, eröffnet. Das neubarocke Gebäude entstand nach Plänen des Architekten  Eduard Gildemeister und Wilhelm Sunkel. Das aus dem Vorgängerbau translozierte Giebelportal und übernommene Architekturmotive wie der Dachreiter mit Glockenstuhl erinnern noch heute an den Altbau am Domshof, der einem Bankgebäude weichen musste. 1922 erfolgte eine erneute Verlegung der inzwischen etwa 70 Zöglinge nach Osterholz. Das Gebäude wurde nach Plänen des Architekten Grieme von 1924 bis 1926 erweitert und umgebaut. Es wurde 1924 von Bremen erworben und diente nach dem Umbau für Wohn- und Unterkunftszwecke der Schutzpolizei und als Polizeirevier sowie  als Teil einer Kasernenanlage des Landespolizeiregiments 27 von Bremen (Adolf-Hitler-Kaserne). Nach dem Zweiten Weltkrieg waren und sind in dem  Gebäudekomplex verschiedene Gewerbebetriebe mit überwiegend büroähnlicher Nutzung sowie Arztpraxen, Discounter, Rehaeinrichtungen etc. angesiedelt.
Denkmalschutz
Das Gebäude steht seit 2004 unter Denkmalschutz. Lage: 53° 4′ 7″ N, 8° 50′ 59,7″ O

## Die Stiftung heute
Heute stehen der Stiftung auf dem Gelände eines früheren Gutshofs mehrere Wohngruppen zur Verfügung, sowie heilpädagogische Tagesgruppen. Hinzu kommen Flexible Hilfen und Familienhilfen, therapeutische Beratung und Hilfe, wozu auch therapeutisches Reiten gehört. Eltern werden geschult.
Für die offene Kinder- und Jugendarbeit im Bremer Osten stehen heilpädagogische Tagesgruppen, das St. Petri Horthaus Tenever und ein alkoholfreies Jugendcafé zur Verfügung. Dabei ist die Stiftung vor allem in den Stadtteilen Tenever, mit dem Familien- und Quartierszentrum in der Neuen Vahr Nord und in Hemelingen tätig, wo sie über Sportanlagen und den Kinderbauernhof Tenever wirkt, aber auch durch Kooperationen mit anderen Sozialeinrichtungen. Darüber hinaus werden sogenannte Schulvermeider, in diesem Falle Jungen, die nicht in die Schule gehen wollen, über den Fahrradpark Tenever, angesprochen, mit dem Freizeit- und Tagungshaus Maria Buck in  Seebergen – Gemeinde Lilenthal ( Bergstraße. 134)steht ein Haus für Freizeiten, Tagungen und Fortbildungen bereit.
Die Stiftung ist Mitglied des Diakonischen Werkes Bremen.